# Chevrolet Captiva
Chevrolet Captiva — позашляховик від компанії General Motors. Класифікується як середньорозмірний кросовер SUV.

## Перше покоління (2006-2018)

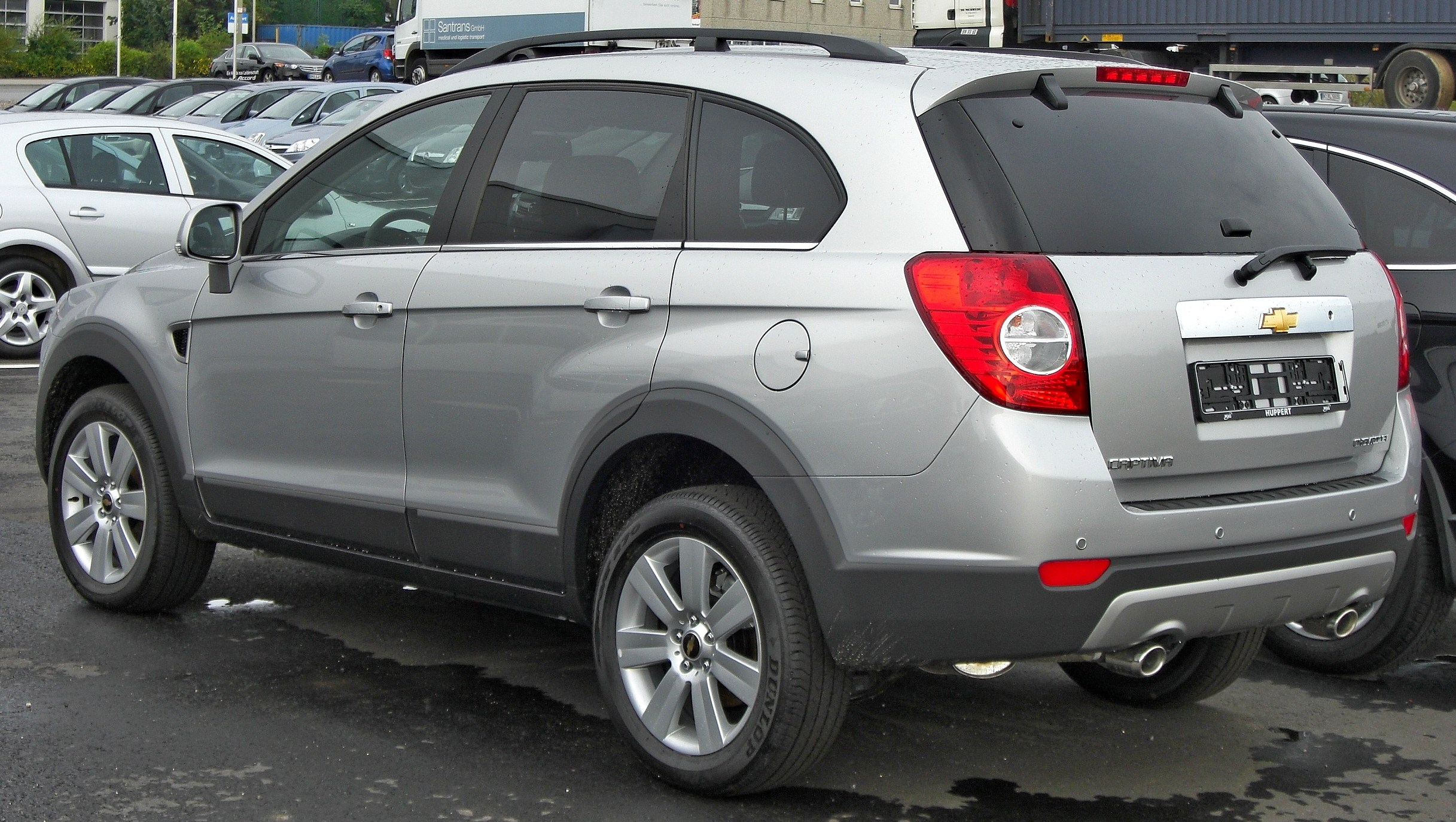
Chevrolet Captiva (2006-2011)

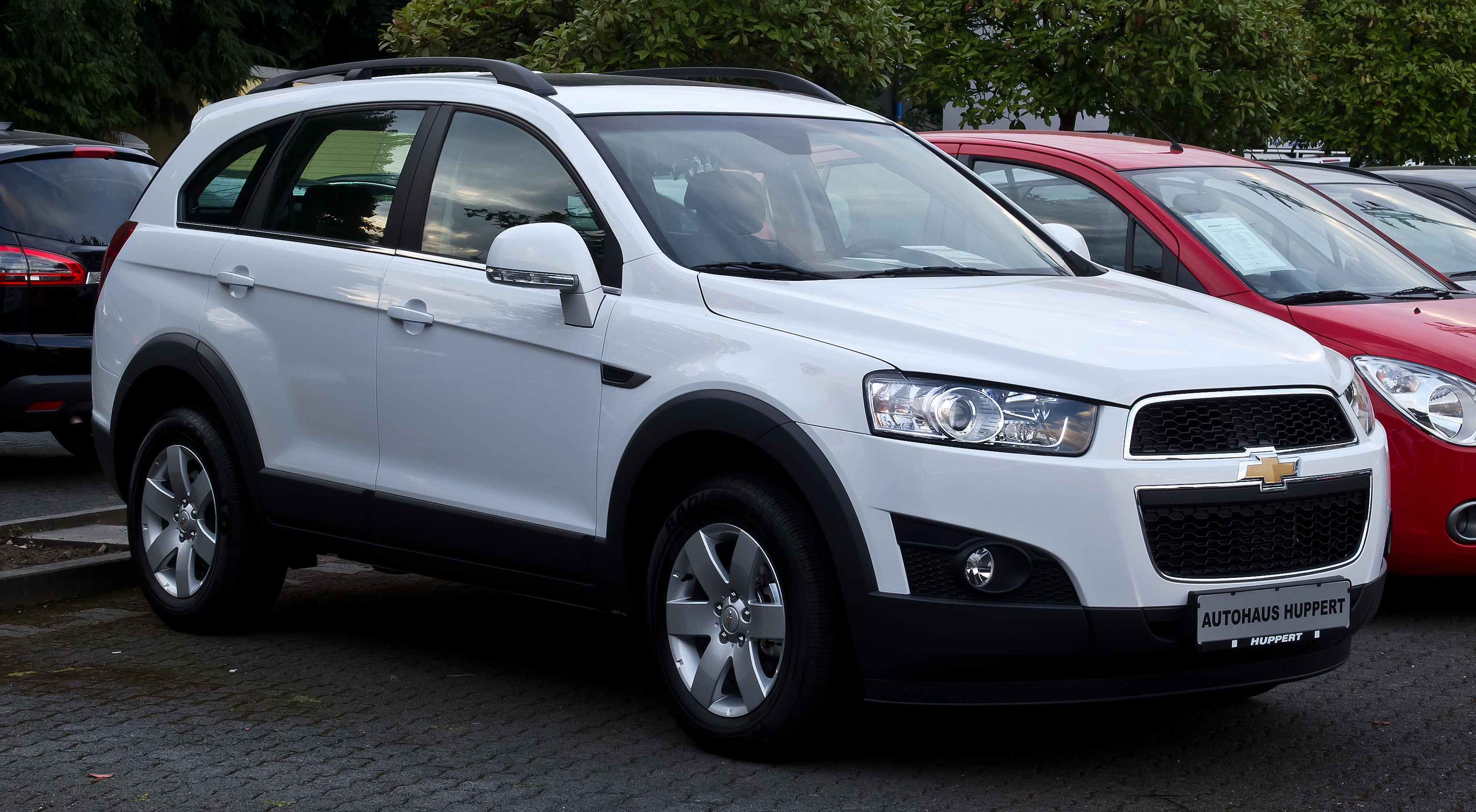
Chevrolet Captiva (2011-2013)

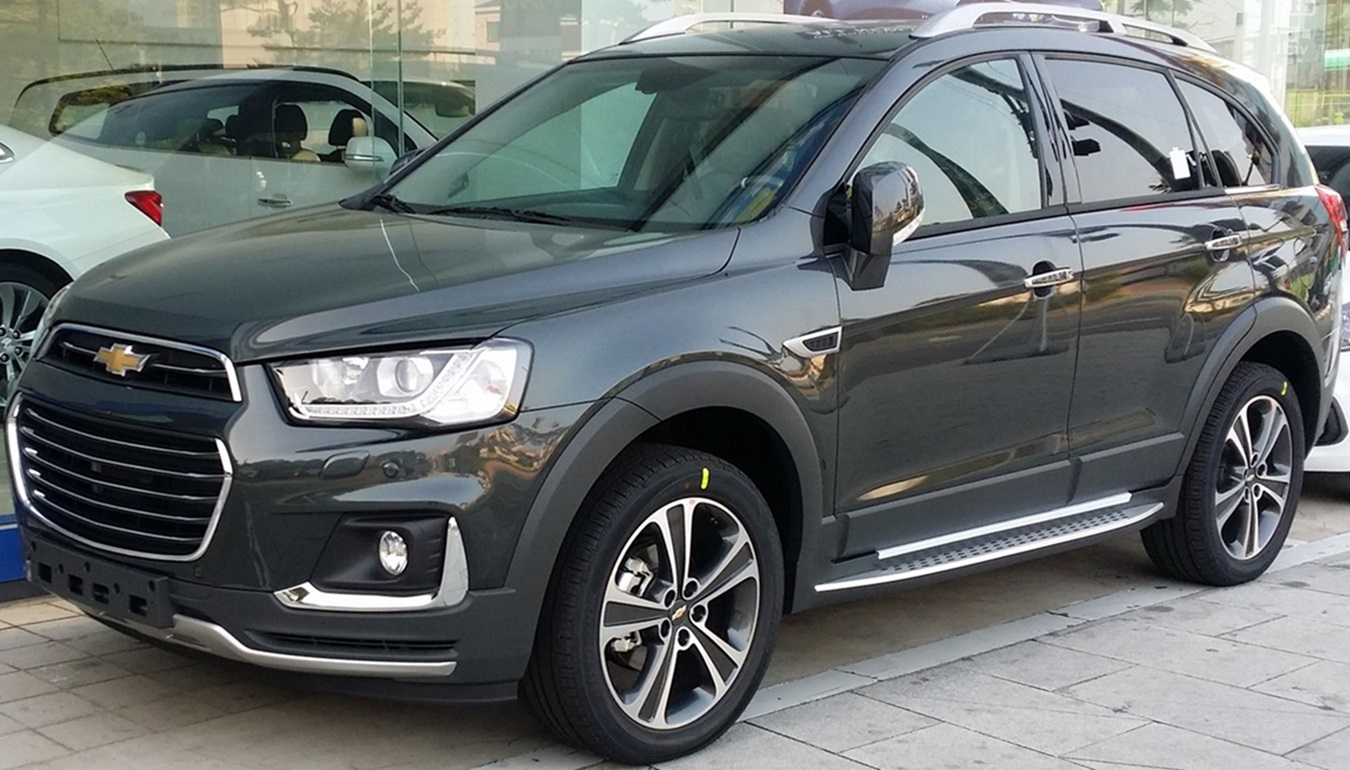
Chevrolet Captiva (з 2016)

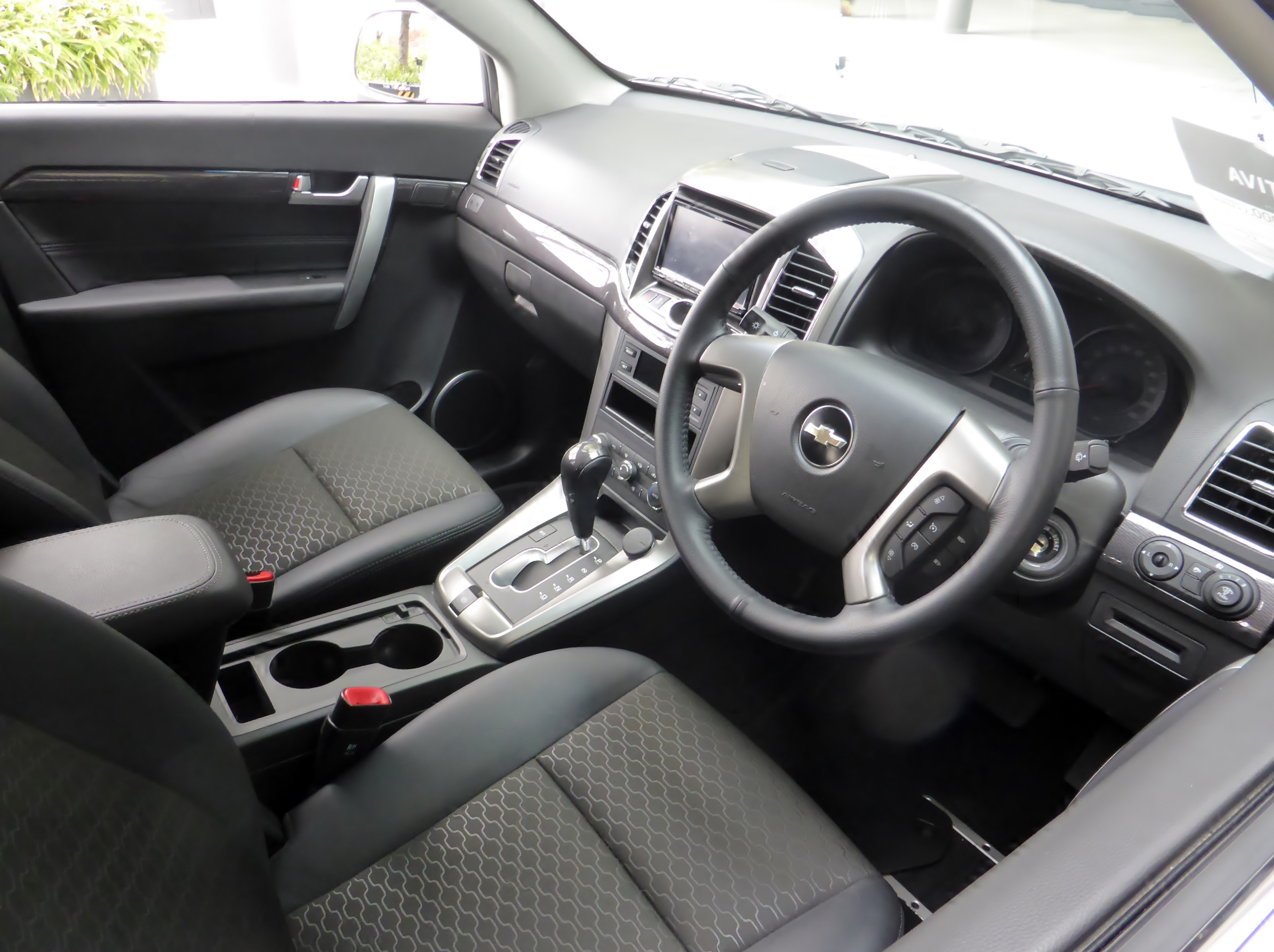
Салон Chevrolet Captiva

Автомобіль розроблявся у дизайнцентрі в місті Інчеон і базується на платформі GM Theta. Основними конкурентами Chevrolet Captiva за розміром (але не за ціною) є такі автомобілі, як: Hyundai Santa Fe, Kia Sorento, Nissan X-Trail. Дана модель доступна в різних версіях: 5-місна з переднім приводом і 7-місна з повним приводом. 
Модель Chevrolet Captiva була оновлена в 2011 році. Компанія зміцнила підвіску, поліпшила управління. Підвіска істотно допрацьована: змінена жорсткість пружин і встановлені нові стабілізатори поперечної стійкості. У новій Chevrolet Captiva задня вісь може підключатися по необхідності за допомогою електронно-керованої муфти, розподіл крутного моменту між осями може досягати співвідношення 50:50.
Крім нової зовнішності автомобіль отримав новий двигун об'ємом 3.0 літри потужністю 258 кінських сил, нову 6-ступінчасту автоматичну коробку передач, також були внесені незначні зміни в інтер'єр автомобіля.
В 2013 році модель оновили вдруге.
В 2016 році модель оновили втретє. Встановлені світлодіодні ДХВ в фарах, злегка змінений перед, мультимедійну систему MyLink та ін.
Оригінальний Chevrolet Captiva  отримав 4 зірки за результатами тестів на безпеку, що було досить сумним показником як для позашляховика. Але все змінилося після того, як компанія здійснила модернізацію даної моделі. За результатами нових тестів автомобіль отримав максимальну оцінку - 5 зірок. У базовій комплектації представлено багато обладнання, що забезпечує безпеку, включаючи: подушки безпеки, систему допомоги при підйомі по схилу і при спуску зі схилу, електронну систему стабілізації, контроль тяги, кріплення ISOFIX для дитячих крісел.

### Характеристики
- Об'єм багажника, 405
- Габарити (довжина/ширина/висота), 4895/1850/1720
- Кліренс (дорожній просвіт), мм 200
- Діапазон двигунів (об'єм від-до), см³ 2405
- Потужність (від-до), к. с. 133
- Макс. швидкість (до), км/год 185
- Розгін 0-100 км/год (до), с 11,5
- Витрати палива (до), л/100км 9,9

### Двигуни

#### 2006-2011
| Двигун          | Об'єм     | Кількість циліндрів | Потужність         | Крутний момент | Коробка передач                   |
| Бензинові       | Бензинові | Бензинові           | Бензинові          | Бензинові      | Бензинові                         |
| --------------- | --------- | ------------------- | ------------------ | -------------- | --------------------------------- |
| 2,4 Ecotec      | 2405 см3  | Р4                  | 136 к.с. (100 кВт) | 220 Нм         | 5-ступенева механічна/автоматична |
| 3,2 Alloytec    | 3195 см3  | V6                  | 230 к.с. (169 кВт) | 297 Нм         | 5-ступенева автоматична           |
| Дизельні        |           |                     |                    |                |                                   |
| 2,0 RA 420 SOHC | 1991 см3  | Р4                  | 127 к.с. (93 кВт)  | 295 Нм         | 5-ступенева механічна             |
| 2,0 RA 420 SOHC | 1991 см3  | Р4                  | 150 к.с. (110 кВт) | 320 Нм         | 5-ступенева механічна/автоматична |

#### з 2011
| Двигун     | Об'єм      | Кількість циліндрів | Потужність         | Крутний момент | Коробка передач                        |
| Бензиновий | Бензиновий | Бензиновий          | Бензиновий         | Бензиновий     | Бензиновий                             |
| ---------- | ---------- | ------------------- | ------------------ | -------------- | -------------------------------------- |
| 2,4 Ecotec | 2384 см3   | Р4                  | 167 к.с. (123 кВт) | 217 Нм         | 6-ступенева механічна/автоматична 6T40 |
| 3,0        | 2997 см3   | V6                  | 258 к.с. (190 кВт) | 200 Нм         | 6-ступенева автоматична                |
| Дизельні   |            |                     |                    |                |                                        |
| 2,2 CDTI   | 2231 см3   | Р4                  | 163 к.с. (120 кВт) | 350 Нм         | 6-ступенева механічна/автоматична 6T40 |
| 2,2 CDTI   | 2231 см3   | Р4                  | 184 к.с. (135 кВт) | 400 Нм         | 6-ступенева механічна/автоматична 6T40 |

## Друге покоління (з 2019)

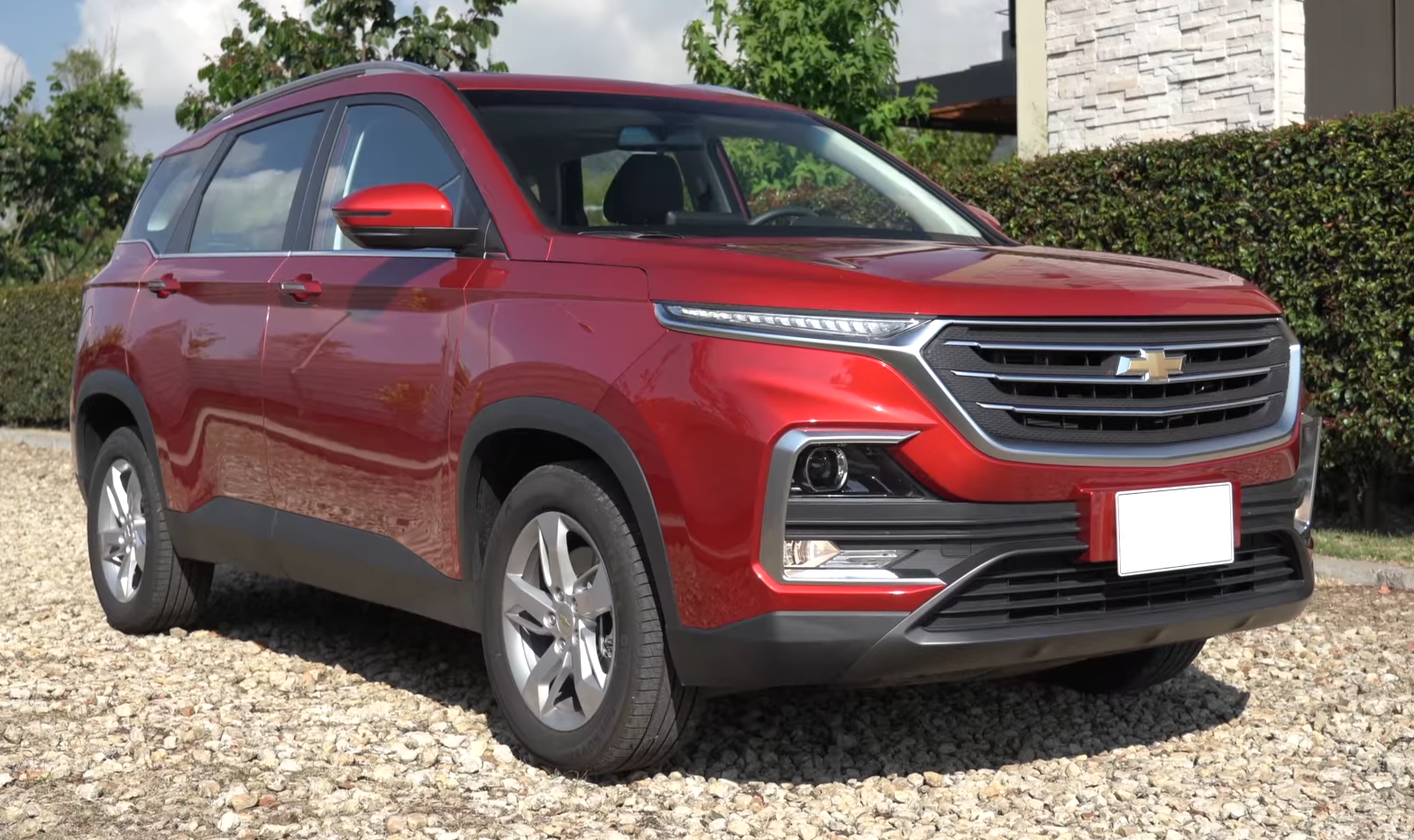
Chevrolet Captiva ІІ

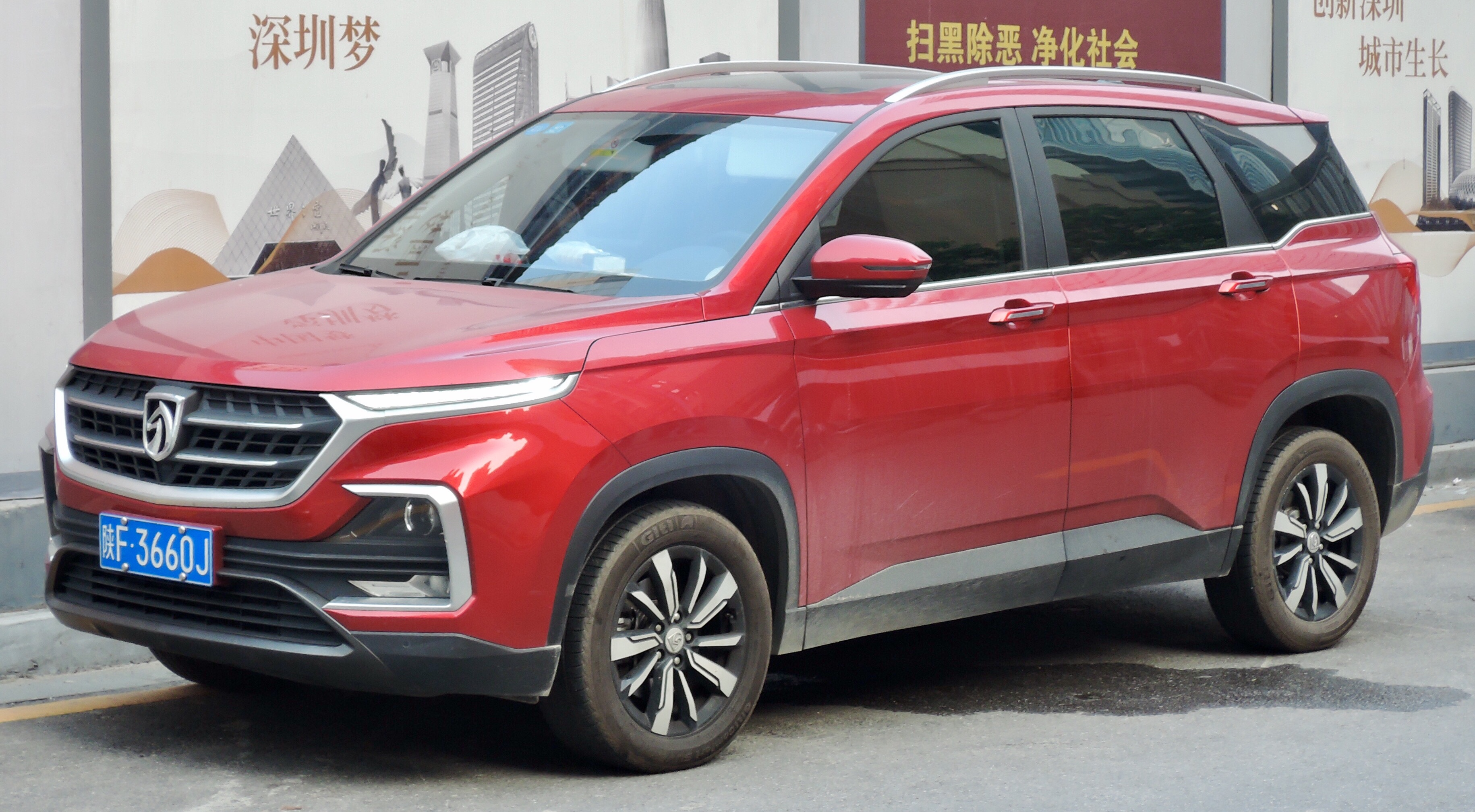
Baojun 530

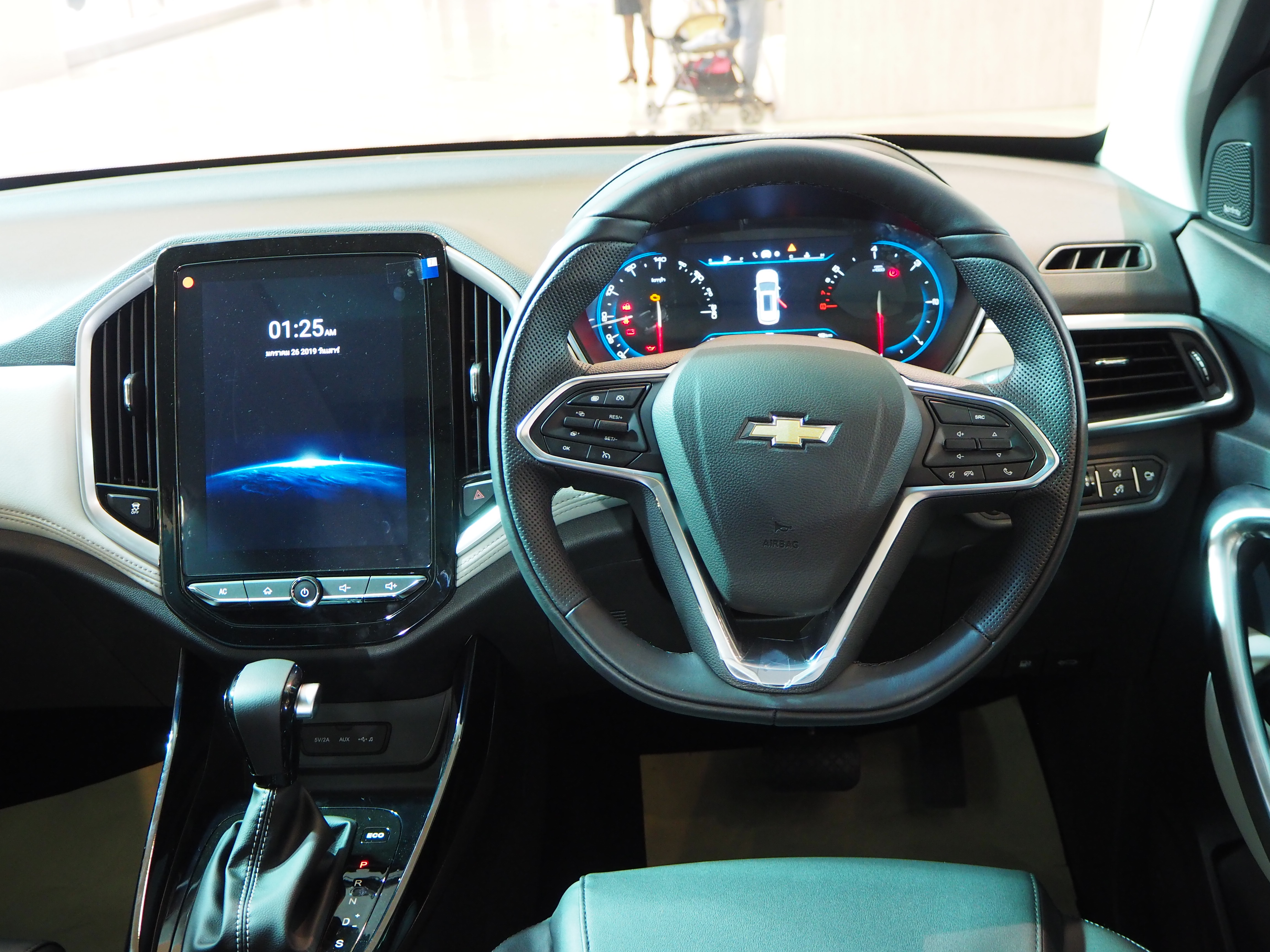

В листопаді 2018 року в Колумбії на автосалоні в Боготі відбулася прем'єра другого покоління Chevrolet Captiva, яке є перелицьованим Baojun 530 і вийшло на місцевий ринок 2019 року. Таким чином концерн General Motors почав поширювати продукцію спільного підприємства SAIC-GM-Wuling (SGMW) за межі КНР.
Автомобіль комплектується бензиновим турбодвигуном 1.5 (147 к.с., 230 Нм). З ним агрегатуються 6-ст. МКПП і «робот» з двома зчепленнями.

### Двигун
- 1.5 L LL5 I4-T 147 к.с. 230 Нм